# Claudia Giordani
Claudia Giordani (Roma, 27 ottobre 1955) è una dirigente sportiva ed ex sciatrice alpina italiana.

## Biografia
Figlia del giornalista sportivo Aldo Giordani e della cestista Francesca Cipriani, e trasferitasi sin da bambina a Milano dove risiede, iniziò a sciare a dieci anni. 

### Carriera sciistica
Specialista delle prove tecniche, gareggiò per lo Sci Club Sestriere; a quindici anni vinse i Campionati italiani juniores ed esordì in Coppa del Mondo, manifestazione nella quale ottenne il primo piazzamento di rilievo il 10 febbraio 1973 a Sankt Moritz (5ª in discesa libera). Il 15 marzo 1973, a diciassette anni, salì per la prima volta sul podio in Coppa del Mondo nello slalom gigante di Naeba (2ª); nella stessa stagione agli Europei juniores di Ruhpolding 1973 vinse la medaglia d'oro nello slalom gigante e quella di bronzo nello slalom speciale. Il 9 gennaio 1974 conquistò la prima vittoria in Coppa del Mondo, nello slalom gigante di Les Gets; partecipò quindi ai Mondiali di Sankt Moritz 1974, classificandosi 5ª nello slalom speciale.
La sua carriera culminò con la medaglia d'argento nello slalom speciale vinta ai XII Giochi olimpici invernali di Innsbruck 1976 (medaglia valida anche ai fini del Mondiali 1976), sua prima presenza olimpica, mentre nello slalom gigante fu 13ª. Vinse il suo primo slalom speciale in Coppa del Mondo a Maribor il 1º febbraio 1977, in quella che fu la sua migliore stagione nel massimo circuito internazionale: chiuse infatti all'8º posto nella classifica generale e al 3º in quella di slalom speciale.
L'anno dopo si piazzò 8ª nello slalom speciale dei Mondiali di Garmisch-Partenkirchen 1978 e nel 1980 partecipò ai XIII Giochi olimpici invernali di Lake Placid 1980, sua ultima presenza olimpica, classificandosi 10ª nello slalom gigante e 5 nello slalom speciale; vinse la sua terza e ultima gara di Coppa del Mondo, uno slalom speciale, a Saalbach l'11 marzo 1980 e ottenne l'ultimo podio il 31 gennaio 1981 a Schruns, nella medesima specialità (2ª). Si ritirò alla fine di quella stessa stagione 1980-1981, a venticinque anni; il suo ultimo piazzamento internazionale fu il 12º posto ottenuto nello slalom speciale di Coppa del Mondo disputato a Les Diablerets il 31 gennaio.

#### Bilancio della carriera
Vincitrice di una medaglia d'argento olimpica valida anche ai fini mondiali 1976 e di tre gare di Coppa del Mondo, fu un'atleta di punta della nazionale italiana femminile degli anni settanta (la "Valanga rosa").

### Carriera dirigenziale
Nel 2010 è stata eletta presidente del Comitato Alpi Centrali in seno alla Federazione italiana sport invernali.

### Altre attività
Negli anni 1980, dopo aver lasciato le competizioni, avviò un'attività nel campo del marketing e della comunicazione e lavorò come commentatrice sportiva in televisione.

## Palmarès

### Olimpiadi
- 1 medaglia, valida anche ai fini dei Mondiali:
  - 1 argento (slalom speciale a Innsbruck 1976)

### Universiadi
- 2 medaglie[1]:
  - 1 oro (slalom speciale a Jaca 1981)
  - 1 argento (slalom gigante a Jaca 1981)

### Europei juniores
- 2 medaglie[1][5]:
  - 1 oro (slalom gigante a Ruhpolding 1973)
  - 1 bronzo (slalom speciale a Ruhpolding 1973)

### Coppa del Mondo
- Miglior piazzamento in classifica generale: 8ª nel 1977 e nel 1980
- 17 podi:
  - 3 vittorie (1 in slalom gigante, 2 in slalom speciale)
  - 8 secondi posti
  - 6 terzi posti

#### Coppa del Mondo - vittorie
| Data             | Località | Paese      | Specialità |
| ---------------- | -------- | ---------- | ---------- |
| 9 gennaio 1974   | Les Gets | Francia    | GS         |
| 1º febbraio 1977 | Maribor  | Jugoslavia | SL         |
| 11 marzo 1980    | Saalbach | Austria    | SL         |

Legenda:

GS = slalom gigante

SL = slalom speciale

### Campionati italiani
- 17 medaglie[6]:
  - 14 ori (slalom gigante, slalom speciale, combinata nel 1973; discesa libera, slalom gigante nel 1974; slalom gigante, slalom speciale, combinata nel 1976; slalom speciale nel 1977; slalom gigante, slalom speciale nel 1978; slalom gigante, slalom speciale nel 1979; slalom gigante nel 1980)
  - 3 argenti (discesa libera nel 1973; discesa libera nel 1976; slalom speciale nel 1981)